# ドナルド・ラブ
ドナルド・ラブ（Donald Love、1994年12月2日 - ）は、イングランド・ロッチデール出身のプロサッカー選手。サルフォード・シティFC所属。ポジションはDF。

## 経歴

### クラブ
7歳で出身地にほど近いマンチェスター・ユナイテッドFCのアカデミーに入団。2013年にクラブと最初のプロ契約を結んだ。途中ウィガンへのレンタルをはさみ、復帰後の2013年2月13日、サンダーランドAFC戦でトップチームデビュー。
2016年8月11日、サンダーランドAFCに完全移籍し4年契約にサインした。移籍金は550万ポンド。

### 代表
自分自身はイングランドで生まれ育ったが、祖母がスコットランド出身のため年代別のスコットランド代表歴がある。

## 所属クラブ
- マンチェスター・ユナイテッドFC 2013-2016

→ ウィガン・アスレティックFC 2015 (loan)
- サンダーランドAFC 2016-2019
- シュルーズベリー・タウンFC 2019-2021
- サルフォード・シティFC 2021-2022
- モアカムFC 2022-